# Renée Garilhe
Renée Garilhe, född 15 juni 1923 i Paris, död 6 juli 1991 i Paris, var en fransk fäktare.
Garilhe blev olympisk bronsmedaljör i florett vid sommarspelen 1956 i Melbourne.